# Sydney Brenner
Sydney Brenner, FRS, južnoafriški biolog in akademik, nobelovec, * 13. januar 1927, Germiston, Gauteng, Republika Južna Afrika, † 5. april 2019, Singapur.
Med študijem medicine na Univerzi Witwatersranda v Johannesburgu se je začel zanimati za delovanje celic na molekularni ravni. Po magisteriju je bil sprejet kot doktorski študent v laboratorij za fizikalno kemijo na Univerzi v Oxfordu pri C.N. Hinshelwoodu. Prelomni trenutek v njegovem študiju je bil aprila 1953, ko je bil priča rojstvu molekularne biologije - kot eden prvih je videl model zgradbe DNK, ki sta ga razvila James Watson in Francis Crick. Sam se je ukvarjal z bakteriofagi, za katere je verjel, da bi utegnili biti uporaben preskusni subjekt za raziskave na tem področju.
Po študijskem obisku v ZDA se je konec leta 1954 vrnil v Južno Afriko in se pričel ukvarjati z vprašanjem, kako bi z bakteriofagi pripomogel k razvozlavanju genetskega koda. Po dveh letih je dobil mesto raziskovalca na Univerzi v Cambridgeu; tam so leta 1961 s Crickom in sodelavci izvedli ključni poskus na bakteriofagih, s katerim so dokazali, da je kodon v genetskem kodu sestavljen točno iz treh nukleotidov, kot je pred tem predpostavil George Gamow. Nekaj let kasneje se je Crick posvetil raziskavam kompleksnih živčnih sistemov (vključno z možgani človeka) in odšel v ZDA, Brenner pa se je usmeril v iskanje preprostejšega modelnega organizma za bolj temeljne raziskave razvoja organizmov. Njegovo pozornost je pritegnila glista vrste Caenorhabditis elegans in je po njegovi zaslugi še danes eden najbolj raziskanih organizmov.
Kot direktor laboratorija za molekularno biologijo se je dolgo časa posvečal predvsem administraciji, bil pa je tudi vpliven zagovornik raziskav na področju kloniranja in sekvenciranja DNK. Po koncu mandata je, v želji, da bi se spet več ukvarjal z raziskovanjem, ustanovil enoto za molekularno genetiko na oddelku za medicino in jo vodil do 1990. let, potem pa je odšel v ZDA na Scrippsov raziskovalni inštitut (Scripps Research Institute) v Kaliforniji. Kasneje je v La Jolli ustanovil Inštitut za molekularne vede (The Molecular Sciences Institute), kjer je ostal do upokojitve leta 2000. Po tistem je deloval kot častni profesor na Salkovem inštitutu za biološke raziskave (Salk Institute for Biological Studies), ponovno kot Crickov sodelavec.

## Priznanja
Leta 2002 je soprejel Nobelovo nagrado za fiziologijo ali medicino za »odkritja na področju genetske regulacije razvoja organov in programirane celične smrti«.